# Шевченко, Эдуард Степанович
Эдуа́рд Степа́нович Шевче́нко (род. 5 ноября 1939) — российский дипломат. Чрезвычайный и полномочной посол Российской Федерации в Бангладеш и Пакистане.

## Биография
Окончил Московский государственный институт международных отношений (МГИМО) МИД СССР (1963) и Высшую дипломатическую школу МИД СССР (1974). Кандидат исторических наук. Владеет английским, немецким и испанским языками. 
На дипломатической работе с 1963 года.
- В 1964—1965 годах — переводчик, атташе Посольства СССР в ГДР.
- В 1966—1970 годах — атташе, третий секретарь Управления внешнеполитической информации МИД СССР.
- В 1970—1972 годах. — второй секретарь секретариата заместителя министра иностранных дел СССР.
- В 1974—1977 годах — первый секретарь, советник Управления по планированию внешнеполитических мероприятий МИД СССР.
- В 1981—1984 годах — эксперт, заместитель заведующего Отделом стран Южной Азии МИД СССР.
- В 1984—1989 годах — советник-посланник Посольства СССР в Индии.
- В 1989—1992 годах — заместитель начальника Управления стран Среднего Востока МИД СССР.
- В 1992 году — старший советник Департамента Западной и Южной Азии МИД России.
- С 1 сентября 1992 по 24 марта 1997 года — чрезвычайный и полномочный посол Российской Федерации в Бангладеш[1][2].
- В 1997—2000 годах — начальник Управления межпарламентских связей Аппарата Государственной Думы Федерального Собрания России.
- С 8 июня 2000 по 12 июля 2004 года — чрезвычайный и полномочный посол Российской Федерации в Пакистане[3][4].

## Семья
Женат, имеет четверых детей.

## Дипломатический ранг
- Чрезвычайный и полномочный посланник 1 класса (2 июля 1992)[5].
- Чрезвычайный и полномочный посол (24 января 1994)[6].